# 長島偉之
長島 偉之（ながしま ひでゆき、1953年5月27日 - ）は、日本のレスリング選手（フリースタイル）。1984年ロサンゼルスオリンピック銀メダリスト。栃木県足利市出身。栃木県レスリング協会理事長。
次男は2013年世界柔道選手権81㎏級日本代表の長島啓太。

## 略歴
- 足利市立第二中学校、栃木県立足利工業高等学校、日本体育大学卒業。
- 1976年～1993年、栃木県立足利工業高校勤務
- 1983年、全日本選手権フリースタイル82キロ級優勝
- 1983年、世界選手権大会（キーウ）フリースタイル82キロ級11位
- 1984年、ロサンゼルスオリンピックフリースタイル82キロ級で銀メダルを獲得[2]。
- 1994年～1996年、栃木県立足利高等学校勤務
- 1997年から母校の栃木県立足利工業高等学校の教諭、同校レスリング部の顧問を務める。
- 1998年、長野オリンピック栃木県内聖火リレーの第1走者を務める。
- 2014年～第77回国民体育大会競技力向上委員会　強化対策委員会委員
- 2016年～栃木県レスリング協会理事長を務めている。
- 2018年7月～2021年8月、（公財）東京オリンピック・パラリンピック競技大会組織委員会に従事
- 2022年開催の栃木国体レスリング競技（足利市開催）の準備から本大会の運営までを担う。